# Final Fantasy Crystal Chronicles: My Life as a King
 (septembre 2017).
Si vous disposez d'ouvrages ou d'articles de référence ou si vous connaissez des sites web de qualité traitant du thème abordé ici, merci de compléter l'article en donnant les références utiles à sa vérifiabilité et en les liant à la section « Notes et références ».
Final Fantasy Crystal Chronicles: My Life as a King est un jeu vidéo de gestion et de simulation de vie sorti en 2008 et fonctionne sur Wii. Développé par Square Enix et édité par Nintendo, le jeu a été conçu par Akitoshi Kawazu, Kenichirō Yuji et Toshiro Tsuchida.

## Trame

### Scénario
À la recherche de son père, le roi Léo et ses amis arrivent dans un royaume, où trône un immense château et au milieu de la cour se trouve un Cristal qui éloigne le Miasme. Le roi Léo s'en approche et le cristal lui communique un étrange pouvoir, l'Architek. Ce pouvoir lui permet de construire des bâtiments et donc, de créer son royaume, en utilisant une ressource appelée élémentite...

### Personnages
Ce sont les personnages intervenant dans les cinématiques.
- Le roi Léo : C'est le personnage que le joueur a à incarner. Son père lui donne le château et il aura à construire son royaume avec l'aide de ses amis.
- Chime: L'assistante du roi qui pourra être interpelée à tout moment pour aider le joueur. Elle tiendra aussi les tavernes construites.
- Sir Hugh Yurg: Il appartient à la race des Lilties. Il est le cuisinier du roi et le maître d'armes qui entraine les guerriers dans le Hall d'Entrainement.
- Pavlov: C'est un pingouin à qui il est possible de demander de trouver des informations sur les divers donjons de la carte.
- Epitav: C'est le père du roi.
- Dark Lord: C'est le dernier ennemi, le boss du 25e donjon.
- Les frères Moogle: Ceux-ci donnent des informations sur certains points du jeu.
- Stiltzkin: Un mog voyageur qui raconte des événements du passé.

### Races
Ce sont les mêmes que dans Final Fantasy Crystal Chronicles étant donné que c'est un jeu dérivé de celui-ci
- Clavat
- Selkie
- Lilty
- Yuke
- Mog

## Système de jeu
Le royaume est composé d'environ 150 cases d'emplacements que le joueur doit remplir en construisant différents bâtiments dessus. En étant au-dessus ou à proximité de ces cases, il est possible d'interpeller Chime qui proposera plusieurs choix : 
- construire ;
- détruire ;
- dormir ;
- utiliser la jauge de bonheur ;
- ne rien faire

En choisissant l'option construire, le joueur accède à une série de bâtiments (cités plus bas) avec le nombre de cases qu'ils prennent, le nombre de cristaux d'élémentite à dépenser, le nombre de bâtiments de ce type déjà construits et le nombre limite de construction de ces bâtiments. Si le joueur décide de construire un bâtiment, Chime le fera apparaître de suite. 

L'option détruire (indisponible au début du jeu) est utilisable devant la porte du bâtiment à détruire. Ses habitants seront alors expulsés de chez eux, logés au château et le bâtiment sera détruit le lendemain.

L'option dormir sert juste à terminer la journée, plutôt que d'attendre que la nuit tombe.

La jauge de moral se remplit peu à peu à chaque fois que les habitants sont satisfaits, après avoir effectué un achat, après avoir discuté avec un voisin. Il est possible de demander à Chime d'utiliser cette jauge, et ainsi répandre le bonheur dans le royaume et aider les habitants dans leurs problèmes relationnels pendant un temps limité. Si les habitants sont heureux, les journées seront plus longues.
| Noms                                                                                          | Espace (par case)       |
| --------------------------------------------------------------------------------------------- | ----------------------- |
| - Maison Clavat - Maison double - Maison de luxe - Maison Lilty - Maison Selkie - Maison Yuke | - 1 - 2 - 4 - 1 - 1 - 1 |
| - Taverne - Marché                                                                            | - 2 - 6                 |
| - Marchand d'armes - Marchand d'armures - Marchand d'objets                                   | - 4 - 4 - 4             |
| - Temple des Mages Blancs - Académie des Mages Noirs - Hall d'Entrainement - Salle de Jeu     | - 6 - 6 - 6 - 2         |
| - Parc + second panneau d'affichage - Fontaine                                                | - 4 - 2                 |
| - Guilde des aventuriers - Auberge - Librairie                                                | - 4 - 2 - 4             |

## Suppléments en téléchargement
| Noms                                                                  | Coût (en Wii points) |
| --------------------------------------------------------------------- | -------------------- |
| Librairie                                                             | 200                  |
| Pack Tois races                                                       | 800                  |
| Maison Lilty                                                          | 300                  |
| Maison Selkie                                                         | 300                  |
| Maison Yuke                                                           | 300                  |
| Nouveau vêtement du roi (couleur principale: noir, bandeau sur l'œil) | 100                  |
| Nouveau vêtement Chime (couleur principale: noir)                     | 100                  |
| Maison de luxe                                                        | 100                  |
| Sanctuaire sacré                                                      | 200                  |
| Pack 11 donjons                                                       | 300                  |

## Accueil
Dans une liste établie le 19 juillet 2011, IGN classe Final Fantasy Crystal Chronicles: My Life as a King 21e meilleur jeu de la plate-forme WiiWare.